# Жанкул, Тамараасар Калниязкызы
Тамара Асар (имя при рождении — Тамара Асар; род. 16 августа 1976; Тупкараганский район, Мангистауская область, Казахская ССР) — казахстанская эстрадная певица, телеведущая, доктор философии (PhD) по психологии 

 (2017). заслуженный деятель Казахстана (2019).

## Биография
Тамара Асар родилась в селе Акшукур в 16 километрах от города Актау в семье учителей. Тамара проявила особую смелость во время различных трудностей, которые встречались на её жизненном пути. В 1997-м году работавшая в ансамбле Секена Турысбекова юная певца приезжает на выходные в свой родной город Актау и попадает в тяжёлую автокатастрофу, вследствие которой она лишается одной ноги и получает травмы бедра, руки и ещё различные повреждения тяжёлой степени. Отец Тамары, Калнияз, вместе со врачами вылечили её. Спустя годы певица восстанавливает своё здоровье. Она часто говорит, что «трудности бывают в жизни каждого человека, но ключ на пути преодоления этих трудностей лежит в сердце» и считает, что человек, любящий свою жизнь, относится к трудностям терпеливо. Вследствие этих жизненных событии она уделяет больше внимания своему здоровью, чем другие её коллеги. И поэтому если она устаёт от городского быта, то предпочитает сразу же уезжать отдыхать на природу и часто посещать свой родной город Актау. Более того, она считает что в моменты одиночества блаженства более чем читать литературные книги нет. С детства мечтавшая соединить свой жизненный путь с творчеством Тамара сначала поступает в музыкальную школу в Актау. После она продолжает своё музыкальное образование в колледже эстрады и цирка имени Ж. Елебекова в городе Алматы. Сама Тамара отмечает, что обучение в одной из известных школ Алматы с 8-го класса помогло в общении с творческой средой. Позже она получает магистерскую и докторскую степень по специальности педагогика — психология в Казахском Национальном Женском Педагогическом Университете. Прошла специальные курсы по вокалу в Российском Институте Современного Искусства в городе Москве и практиковалась в психологическом факультете МГПУ. Её творческий путь начался с Мангистауской областной филармонии имени Мурата Оскимбаева. За период её творческой деятельности Тамара Асар работала в народном инструментальном оркестре имени Абыла Таракулы, а также в составе оркестров «Отырар Сазы» и «Акжауын», в фольклорном ансамбле «Акжарма». На данный момент[какой?] она выступает на сценах не только Казахстана, но и на больших сценах Европы и Азии. В 2014 году дала творческий концерт с Тамарой Гвердцители.

## Клипы
| Год  | Клип            |
| ---- | --------------- |
| 2019 | Сүйші мені ғана |
| 2016 | Ренжімеші       |
| 2016 | Аққу арман      |
| 2016 | Сұрадым сені    |
| 2014 | Биле-биле       |
| 2010 | Сол бір қыз     |
| 2010 | Әриайдай        |
| 2009 | Жалғыс досым    |

## Награды и звания
- 2001 — Медаль «10 лет независимости Республики Казахстан»
- 2006 — Премия Союза Молодёжи Казахстана «Серпер» за исполнительское мастерство
- 2011 — Медаль «20 лет независимости Республики Казахстан»
- 2014 — Указом Президента Республики Казахстан от 7 декабря 2014 года награждена Орденом «Курмет» за заслуги в области искусства.[1][2]
- 2018 — Почётный гражданин города Актау за заслуги в социально-культурном развитии города[3]
- 2018 — Национальная музыкальная премия «Выбор года» в номинации «Народный любимец»
- 2019 — Благодарственное письмо Президента Республики Казахстан (июнь 2019 года)
- 2019 — Почётный профессор Казахского национального женского педагогического университета (25 октября 2019 года)
- 2019 — Почётный знак «За заслуги в развитии культуры и искусства» (21 ноября 2019 года, Межпарламентская ассамблея СНГ) — за значительный вклад в формирование и развитие общего культурного пространства государств — участников Содружества Независимых Государств, в реализацию идей сотрудничества в сфере культуры и искусства[4]
- 2019 — Указом Президента Республики Казахстан от 29 ноября 2019 года награждена почётным званием «Заслуженный деятель Республики Казахстан» за заслуги в области музыки и пропаганду Казахского национального искусства из рук президента Республики Казахстан в Акорде.[5][6][7]